# Article 8 de la Constitution belge
L'article 8 de la Constitution de la Belgique fait partie du titre II Des Belges et de leurs droits. Il définit ce qui est relatif à l'acquisition, la conservation et la perte de la qualité de la nationalité belge, ainsi que la possibilité du droit de vote pour les non belges.
Il date du 7 février 1831 et était à l'origine — sous l'ancienne numérotation — l'article 4. Les deux derniers alinéas, ainsi qu'une disposition transitoire, ont été introduits par la loi de révision du 11 décembre 1998.

## Texte de l'article actuel
« La qualité de Belge s'acquiert, se conserve et se perd d'après les règles déterminées par la loi civile.
La Constitution et les autres lois relatives aux droits politiques, déterminent quelles sont, outre cette qualité, les conditions nécessaires pour l'exercice de ces droits.
Par dérogation à l'alinéa 2, la loi peut organiser le droit de vote des citoyens de l'Union européenne n'ayant pas la nationalité belge, conformément aux obligations internationales et supranationales de la Belgique.
Le droit de vote visé à l'alinéa précédent peut être étendu par la loi aux résidents en Belgique qui ne sont pas des ressortissants d'un État membre de l'Union européenne, dans les conditions et selon les modalités déterminées par ladite loi.
La loi visée à l'alinéa 4 ne peut pas être adoptée avant le 1er janvier 2001. »